# Réunion-Ralle
Die Réunion-Ralle (Dryolimnas augusti) ist eine ausgestorbene Rallenart, die auf der Maskarenen-Insel Réunion endemisch war. 

## Etymologie
Das Artepitheton ehrt den französischen Dichter Auguste de Villèle (1858–1943), dessen unermüdliches Interesse für die Geschichte Réunions sowie seine Gastfreundlichkeit es zahlreichen Naturforschern ermöglichte, die Höhlen Réunions zu entdecken und zu erforschen.

## Beschreibung
Das 1996 gefundene Material beinhaltet zwei komplette Tarsometatarsi sowie zwei Tibiotarsi, fünf Wirbelknochen, ein Kreuzbein, ein Rabenbein, zwei Humeri, eine Ulna, drei Oberschenkelknochen, zehn Zehenknochen und ein Fragment des linken Unterkieferknochens. Die Beschaffenheit der Knochen weist die Réunion-Ralle als nahe Verwandte der Weißkehlralle (Dryolimnas cuvieri) und der Aldabra-Weißkehlralle (Dryolimnas cuvieri aldabranus) aus. Der lange, kräftige Tarsometatarsus charakterisiert die Réunion-Ralle als größtes bekanntes Taxon der Gattung Dryolimnas. Die geschätzte Körperlänge betrug 35 bis 38 cm und das geschätzte Gewicht 300 bis 350 g.

## Forschungsgeschichte und Aussterben
Die subfossilen Überreste der Réunion-Ralle wurden 1996 in der Fossillagerstätte „Caverne de la Tortue“ auf Réunion entdeckt und 1999 wissenschaftlich beschrieben. 
Vermutlich bezieht sich ein Reisebericht aus dem Jahre 1674, in dem der französische Forschungsreisende Sieur Dubois einen Vogel namens Râle des Bois (deutsch: Waldralle) erwähnt, auf diese Art. Die Réunion-Ralle darf jedoch nicht mit dem Réunion-Purpurhuhn (Porphyrio coerulescens) verwechselt werden, das Sieur Dubois im selben Bericht als Oiseau Bleu bezeichnet hatte. Während das Réunion-Purpurhuhn ungefähr die Größe des Réunionibis (Threskiornis solitarius) erreichte, war die Réunion-Ralle etwa so groß wie die Teichralle (Gallinula chloropus). Die Réunion-Ralle war vermutlich flugunfähig, da das Größenverhältnis der Flügelknochen im Vergleich zu den Beinknochen, Ähnlichkeiten mit den Knochen der ebenfalls flugunfähigen Aldabra-Weißkehlralle aufweist.
Die Réunion-Ralle starb vermutlich im späten 17. Jahrhundert aus.